# Dimorphocalyx poilanei
Dimorphocalyx poilanei är en törelväxtart som beskrevs av François Gagnepain. Dimorphocalyx poilanei ingår i släktet Dimorphocalyx och familjen törelväxter. Inga underarter finns listade i Catalogue of Life.